# Ascocentrum pumilum
Ascocentrum pumilum är en orkidéart som först beskrevs av Bunzo Hayata, och fick sitt nu gällande namn av Rudolf Schlechter. Ascocentrum pumilum ingår i släktet Ascocentrum och familjen orkidéer.
Artens utbredningsområde är Taiwan. Inga underarter finns listade i Catalogue of Life.